# KOZR
Koordinaten: 36° 15′ 16″ N, 94° 29′ 38″ W
KOZR, KOZR-FM oder KOZR-LPFM (LP = Low Power) ist ein US-amerikanischer religiöser Hörfunksender aus Gentry im US-Bundesstaat Arkansas. KOZR-LP sendet auf der UKW-Frequenz 102,9 MHz. Eigentümer und Betreiber ist die Gentry Communications Network, Inc.